# The Silent Partner (film 1917)
The Silent Partner è un film muto del 1917 diretto da Marshall A. Neilan.

## Trama
Jane Colby è una stenografa così efficiente che la ditta presso cui lavora la tiene in grande considerazione. È talmente affidabile che quando Jane scopre una discrepanza nei conti di Harvey Wilson, uno dei due soci, Edward Royle, l'altro socio, chiede le dimissioni del partner, fidandosi ciecamente della segretaria. Qualche tempo dopo, Royle si sposa con Edith Preston, una donna dell'alta società che ha messo gli occhi su di lui - pur amando Wilson - solo per il suo denaro. Con l'aiuto di David Pierce, Edith e Wilson complottano per rovinare Royle e mettere le mani sui suoi averi. Royle viene salvato dall'intervento di Jane che usa i suoi risparmi per difenderlo nella crisi finanziaria in cui viene a trovarsi mentre la moglie si rifiuta di dargli i suoi gioielli che avrebbero potuto aiutarlo a ottenere un prestito. Royle, scoprendo la relazione della moglie con Wilson, la lascia. Ora si accorge di Jane come donna e non solo come dipendente fedele ed efficiente, e le dichiara che da quel momento in poi lei non sarà più solo una partner silenziosa ma la partner della sua vita.

## Produzione
Il film fu prodotto dalla Jesse L. Lasky Feature Play Company.

## Distribuzione
Distribuito dalla Paramount Pictures e Famous Players-Lasky Corporation, il film uscì nelle sale cinematografiche statunitensi il 10 maggio 1917.
Non si conoscono copie della pellicole ancora esistenti del film che si ritiene presumibilmente perduto.